# Прва лига Србије у америчком фудбалу 2023.
Прва лига Србије у америчком фудбалу 2023., из спонзорских разлога позната и као Спорт Клуб Прва лига Србије, је осамнаеста сезона највишег ранга такмичења америчког фудбала у Србији. У лиги је наступило укупно седам клубова, а титулу су бранили Вукови из Београда. Први пут у лиги је учествовао и један тим из Румуније. У питању су Букурешт ребелси, који су прошле године освојили титулу првака у Другој лиги Србије.
Сезона је почела утакмицама првог кола 25. и 26. марта. Завршена је 8. јула финалном утакмицом између Вајдл борса из Крагујевца и Вукова из Београда. Титулу су овојили Вајлд борси, десету у својој историји победом од 48:7.

## Систем такмичења
У лигашком делу такмичења, сваки тим игра против сваког тима у оквиру своје групе двокружно, било као домаћи тим, или као гостујући тим. Изузетак је тим Букурешт ребелси који ће све своје утакмице играти као гостујући тим.
После одиграног лигашког дела такмичења, у четвртфинале се пласирају трећепласирани и четвртопласирани тимови Групе А, као и првопласирани и другопласирани тимови Групе Б. Трећепласирани тим Групе А , као домаћин, игра против другопласираног тима Групе Б, док четвртопласирани тим Групе А, као домаћин, игра против првопласираног тима Групе Б. Победници ових утакмица пласирају се у полуфинале.
У полуфиналу, првопласирани тим Групе А, као домаћин, игра против лошије пласираног победника четвртфинала на табели, након одиграног лигашког дела такмичења, док другопласирани тим Групе А, као домаћин, игра против боље пласираног победника четвртфинала на табели након одиграног лигашког дела такмичења.

## Клубови
| Клуб         | Место      | Сезона 2022         |
| ------------ | ---------- | ------------------- |
| Блу драгонси | Земун      | Полуфинале          |
| Вајлд борси  | Крагујевац | Финале              |
| Вајлд догси  | Нови Сад   | Полуфинале          |
| Вукови       | Београд    | Првак               |
| Мамутси      | Кикинда    | Четвртфинале        |
| Ребелси      | Букурешт   | Победник Друге лиге |
| Пастуви      | Пожаревац  | 7. место            |

## Резултати

### Група А
1. коло
| Датум          | Клуб                   | Клуб                 | Резултат |
| -------------- | ---------------------- | -------------------- | -------- |
| 25. март 2023. | Београд вукови         | Нови Сад вајлд догси | 41:0     |
| 26. март 2023. | Крагујевац вајлд борси | Земун блу драгонси   | 27:7     |

2. коло
| Датум          | Клуб                 | Клуб                   | Резултат |
| -------------- | -------------------- | ---------------------- | -------- |
| 8. април 2023. | Београд вукови       | Крагујевац вајлд борси | 35:42    |
| 9. април 2023. | Нови Сад вајлд догси | Земун блу драгонси     | 10:0     |

3. коло
| Датум           | Клуб                   | Клуб                 | Резултат |
| --------------- | ---------------------- | -------------------- | -------- |
| 29. април 2023. | Крагујевац вајлд борси | Нови Сад вајлд догси | 65:0     |
| 30. април 2023. | Земун блу драгонси     | Београд вукови       | 7:34     |

4. коло
| Датум         | Клуб                 | Клуб                   | Резултат    |
| ------------- | -------------------- | ---------------------- | ----------- |
| 6. мај 2023.  | Нови Сад вајлд догси | Београд вукови         | 0:35 (с.р.) |
| 18. јун 2023. | Земун блу драгонси   | Крагујевац вајлд борси | 12:51       |

5. коло
| Датум         | Клуб                   | Клуб                 | Резултат |
| ------------- | ---------------------- | -------------------- | -------- |
| 21. мај 2023. | Крагујевац вајлд борси | Београд вукови       | 41:25    |
| 21. мај 2023. | Земун блу драгонси     | Нови Сад вајлд догси | 37:0     |

6. коло
| Датум        | Клуб                 | Клуб                   | Резултат    |
| ------------ | -------------------- | ---------------------- | ----------- |
| 3. јун 2023. | Нови Сад вајлд догси | Крагујевац вајлд борси | 0:35 (с.р.) |
| 3. јун 2023. | Београд вукови       | Земун блу драгонси     | 50:0        |

### Табела
|  | Пласирали се у полуфинале   |
|  | Пласирали се у четвртфинале |

| #  | Клуб                   | ИГ | П | ИЗ | ПД  | ПП  | ПР   |
| -- | ---------------------- | -- | - | -- | --- | --- | ---- |
| 1. | Вајлд борси Крагујевац | 6  | 6 | 0  | 261 | 79  | +182 |
| 2. | Вукови Београд         | 6  | 4 | 2  | 220 | 90  | +130 |
| 3. | Блу драгонси Београд   | 6  | 1 | 5  | 56  | 203 | -147 |
| 4. | Вајлд догси Нови Сад   | 6  | 1 | 5  | 17  | 182 | -165 |

### Група Б
1. коло
| Датум           | Клуб              | Клуб             | Резултат |
| --------------- | ----------------- | ---------------- | -------- |
| 23. април 2023. | Пожаревац пастуви | Букурешт ребелси | 12:52    |

2. коло
| Датум         | Клуб            | Клуб              | Резултат |
| ------------- | --------------- | ----------------- | -------- |
| 13. мај 2023. | Кикинда мамутси | Пожаревац пастуви | 70:6     |

3. коло
| Датум        | Клуб            | Клуб             | Резултат |
| ------------ | --------------- | ---------------- | -------- |
| 7. мај 2023. | Кикинда мамутси | Букурешт ребелси | 16:58    |

4. коло
| Датум            | Клуб              | Клуб             | Резултат |
| ---------------- | ----------------- | ---------------- | -------- |
| 20/21. мај 2023. | Пожаревац пастуви | Букурешт ребелси | н. о.    |

5. коло
| Датум         | Клуб              | Клуб            | Резултат |
| ------------- | ----------------- | --------------- | -------- |
| 28. мај 2023. | Пожаревац пастуви | Кикинда мамутси | 21:58    |

6. коло
| Датум        | Клуб            | Клуб             | Резултат |
| ------------ | --------------- | ---------------- | -------- |
| 4. јун 2023. | Кикинда мамутси | Букурешт ребелси | 38:58    |

### Табела
|  | Пласирали се у четвртфинале |

| #  | Клуб              | ИГ | П | ИЗ | ПД  | ПП  | ПР   |
| -- | ----------------- | -- | - | -- | --- | --- | ---- |
| 1. | Букурешт ребелси  | 3  | 3 | 0  | 168 | 66  | +102 |
| 2. | Кикинда мамутси   | 4  | 2 | 2  | 182 | 143 | +39  |
| 3. | Пожаревац пастуви | 3  | 0 | 3  | 39  | 180 | -141 |

## Плеј-оф

### Четвртфинале
| Датум        | Клуб                 | Клуб             | Резултат |
| ------------ | -------------------- | ---------------- | -------- |
| 25. јун 2023 | Земун блу драгонси   | Кикинда мамутси  | 42:14    |
| 25. јун 2023 | Нови Сад вајлд догси | Букурешт ребелси | 6:62     |

### Полуфинале
| Датум       | Клуб                   | Клуб               | Резултат |
| ----------- | ---------------------- | ------------------ | -------- |
| 1. јул 2023 | Крагујевац вајлд борси | Букурешт ребелси   | 55:28    |
| 1. јул 2023 | Београд вукови         | Земун блу драгонси | 34:9     |

### Финале
| Датум       | Клуб                   | Клуб           | Резултат |
| ----------- | ---------------------- | -------------- | -------- |
| 8. јул 2023 | Вајлд борси Крагујевац | Вукови Београд | 48:7     |

| Првак Прве лиге Србије 2023.      |
| --------------------------------- |
| Крагујевац вајлд борси 10. титула |